# Ute Richter
Ute Richter (Pirna, 14 juli 1958) is een Duits atleet.
Op de Olympische Zomerspelen van Moskou in 1980 nam Richter voor Oost-Duitsland deel aan het onderdeel speerwerpen. In de kwalificatieronde wierp ze met 66,66 meter een nieuw olympisch record, dat later dat toernooi door María Colón werd verbeterd. In de finale eindigde zij als vierde.
In 1982 werd ze nationaal kampioene speerwerpen van Oost-Duitsland.

## Persoonlijk record
- 66,96 meter (1983)